# Jeux béarnais
Les jeux béarnais sont des défis traditionnels que se portaient les paysans du Béarn afin de prouver leur force, leur agilité ou encore leur adresse. Chaque jeu représente une épreuve que les agriculteurs béarnais se lançaient autrefois lors des différents travaux des champs (récoltes du blé, de la paille, des pommes de terre, du bois ou encore lors des vendanges). Depuis 1974, les jeux béarnais font l'objet d'une épreuve codifiée et réglementée qui opposent différents cantons du Béarn. En 2014, l'épreuve s'est déroulé dans les arènes d'Arzacq-Arraziguet pour la 45e édition.

## Tir à la corde
Il s'agit de l'épreuve reine des jeux béarnais. Deux équipes de 9 hommes s'affrontent et doivent prendre plus de 4 mètres à leurs adversaires. Il n'y a pas de durée limite et l'épreuve peut durer jusqu'à 5 minutes.

## Saute quille
Saute quilhe
Cette épreuve utilise une quille de neuf, jeu caractéristique du Béarn. Le but est de sauter et avancer le plus loin possible en posant ses pieds sur la boule centrale et ses mains sur l’extrémité de la quille.

## Saute Barreau
Saute-barcalhou
Le concurrent doit gravir une échelle en bois qui a été disposée en diagonale, tout cela sans s'aider de ses jambes et en saisissant le barreau avec les deux mains en même temps.

## Épreuve du bûcheron
Arésègue Hène Boy
Jeu d'adresse et de vitesse.

## Course du brabant
Jeu d'adresse avec un brabant qui était un outil utilisé autrefois pour labourer les champs.

## Bire-perche
L’objectif est de faire réaliser à une perche de bois de 5 mètres de haut un demi-tour de manière que son extrémité soit le plus loin possible. La perche pèse environ 50 kg.

## Course au sac
Le concurrent doit porter une corbeille sur l’épaule ou la tête, contenant un sac de maïs de 60 kg le plus vite possible sur une distance de 80 mètres.

## Récolte des patates
Jeu d'adresse qui se joue avec quinze pommes de terre.

## Course des barriques
Course de rapidité sur 30 mètres avec une barrique vide.